# Senotainia zimini
Senotainia zimini är en tvåvingeart som först beskrevs av Boris Borisovitsch Rohdendorf 1961.  Senotainia zimini ingår i släktet Senotainia och familjen köttflugor.
Artens utbredningsområde är Iran. Inga underarter finns listade i Catalogue of Life.